# Höglandslövletare
Höglandslövletare (Syndactyla subalaris) är en fågel i familjen ugnsfåglar inom ordningen tättingar.

## Utseende och läte
Höglandslövletaren är en rätt liten brun fågel. Bakom gat syns ett tunt beigefärgat streck. Huvud, rygg och undersida är tunt beigesträckade, medan strupen är renare beige. Jämfört med trädletare är den mindre och mer kortnäbbad. Lätet består av serier med pressade nasala toner.

## Utbredning och systematik
Höglandslövletare förekommer från Costa Rica till nordvästra Venezuela och centrala Peru. Det råder oenighet i hur många underarter fågeln bör delas in i. Clements et al urskiljer sju, med följande utbredning:
- Syndactyla subalaris lineata – förekommer i subtropiska Costa Rica och västra Panama
- Syndactyla subalaris tacarcunae – förekommer i bergen i östra Panama (Darién)
- Syndactyla subalaris subalaris – förekommer i västra och centrala Anderna i Colombia och västra Ecuador
- Syndactyla subalaris striolata – förekommer i östra Anderna i Colombia och Anderna i västra Venezuela
- Syndactyla subalaris mentalis – förekommer i subtropiska östra Ecuador
- Syndactyla subalaris colligata – förekommer i subtropiska nordvästra Peru (Cajamarca)
- Syndactyla subalaris ruficrissa – förekommer i subtropiska centrala Peru (Junín)

International Ornithological Congress (IOC) inkluderar istället colligata och ruficrissa, men urskiljer underarten olivacea i sydvästra Táchira i västra Venezuela.

## Levnadssätt
Höglandslövletaren hittas i bergsskogar. Där slår den vanligen följe med artblandade kringvandrande flockar som rör sig fram i undervegetationen. Den håller sig lågt, undersökande klängväxter och ansamlingar av löv på jakt efter föda.

## Status och hot
Arten har ett stort utbredningsområde, men tros minska i antal, dock inte tillräckligt kraftigt för att den ska betraktas som hotad. Internationella naturvårdsunionen IUCN listar arten som livskraftig (LC). Beståndet uppskattas till i storleksordningen en halv miljon till fem miljoner vuxna individer.